# ASC De Volewijckers in het seizoen 1963/64
Het seizoen 1963/1964 was het 10e jaar in het bestaan van de Amsterdamse betaaldvoetbalclub De Volewijckers. De club kwam uit in de Eerste divisie en eindigde daarin op de zesde plaats. Tevens deed de club mee aan het toernooi om de KNVB Beker, hierin werd in de derde ronde verloren van Veendam (2–3).

## Wedstrijdstatistieken

### Eerste divisie
|       | BVV   | DWS   | Eindhoven | Elinkwijk | Enschedese Boys | Excelsior | Fortuna | RBC   | SHS   | Sittardia | Telstar | Veendam | Velox | VVV   | Willem II |
| ----- | ----- | ----- | --------- | --------- | --------------- | --------- | ------- | ----- | ----- | --------- | ------- | ------- | ----- | ----- | --------- |
| Thuis | 2 – 0 | 3 – 3 | 3 – 2     | 4 – 1     | 4 – 6           | 1 – 1     | 3 – 0   | 2 – 0 | 3 – 1 | 1 – 3     | 0 – 0   | 0 – 2   | 0 – 2 | 2 – 1 | 1 – 0     |
| Uit   | 1 – 0 | 2 – 1 | 1 – 3     | 1 – 0     | 3 – 4           | 2 – 2     | 0 – 1   | 0 – 3 | 2 – 1 | 1 – 0     | 0 – 1   | 1 – 4   | 1 – 1 | 2 – 2 | 2 – 2     |

### KNVB beker
| 1e ronde                                            | De Volewijckers                                                   | 3 – 0 (3 – 0) | 't Gooi                                       |
| 29 september 1963 Plaats: Amsterdam Buiksloterbanne | Bertus van der Straten 20' (e.d.) Willy van 't Hek 27' Frits Kick |               |                                               |
| 2e ronde                                            | Limburgia                                                         | 0 – 2 (0 – 1) | De Volewijckers                               |
| 17 november 1963 Plaats: Amsterdam Venweg           |                                                                   |               | 20', 85' Piet Boogaard                        |
| 3e ronde                                            | De Volewijckers                                                   | 2 – 3 (0 – 0) | Veendam                                       |
| 9 februari 1964 Plaats: Amsterdam Buiksloterbanne   | Peter de Ruiter 54' Wout Schaft 65'                               |               | 47', 84' Tjeerd Henstra 83' (pen.) Jan Kuiper |

## Statistieken De Volewijckers 1963/1964

### Eindstand De Volewijckers in de Nederlandse Eerste divisie 1963 / 1964
| Stand | Gespeeld | Gewonnen | Gelijk | Verloren | Punten | Doelpunten voor | Doelpunten tegen |
| ----- | -------- | -------- | ------ | -------- | ------ | --------------- | ---------------- |
| 6e    | 30       | 14       | 7      | 9        | 35     | 54              | 41               |

### Topscorers
| #                 | Naam             | Goal |
| ----------------- | ---------------- | ---- |
| 1.                | Piet Boogaard    | 22   |
| 2.                | Wout Schaft      | 12   |
| 3.                | Cees Kick        | 8    |
| 4.                | Frits Kick       | 5    |
| 5.                | Bart Severijnse  | 2    |
| 6.                | Willy van 't Hek | 1    |
| 6.                | Henk Looijen     | 1    |
| 6.                | Otto Polak       | 1    |
| 6.                | Hans Reuser      | 1    |
| Onbekend doelpunt |                  |      |
| –                 | Onbekend         | 1    |
| Totaal            | Totaal           | 54   |

| #              | Naam                             | Goal |
| -------------- | -------------------------------- | ---- |
| 1.             | Piet Boogaard                    | 2    |
| 2.             | Willy van 't Hek                 | 1    |
| 2.             | Frits Kick                       | 1    |
| 2.             | Peter de Ruiter                  | 1    |
| 2.             | Wout Schaft                      | 1    |
| Eigen doelpunt |                                  |      |
| .              | Bertus van der Straten ('t Gooi) |      |
| Totaal         | Totaal                           | 7    |

## Voetnoten
BVV ·
DHC ·
Elinkwijk ·
Enschedese Boys ·
Eindhoven ·
Excelsior ·
Fortuna ·
RBC ·
SHS ·
Sittardia ·
Telstar ·
Veendam ·
Velox ·
De Volewijckers ·
VVV ·
Willem II